# Sven Helfenstein
Sven Helfenstein (* 30. Juli 1982 in Winterthur) ist ein ehemaliger Schweizer Eishockeyspieler, der zuletzt beim Lausanne HC in der National League A unter Vertrag stand.

## Karriere

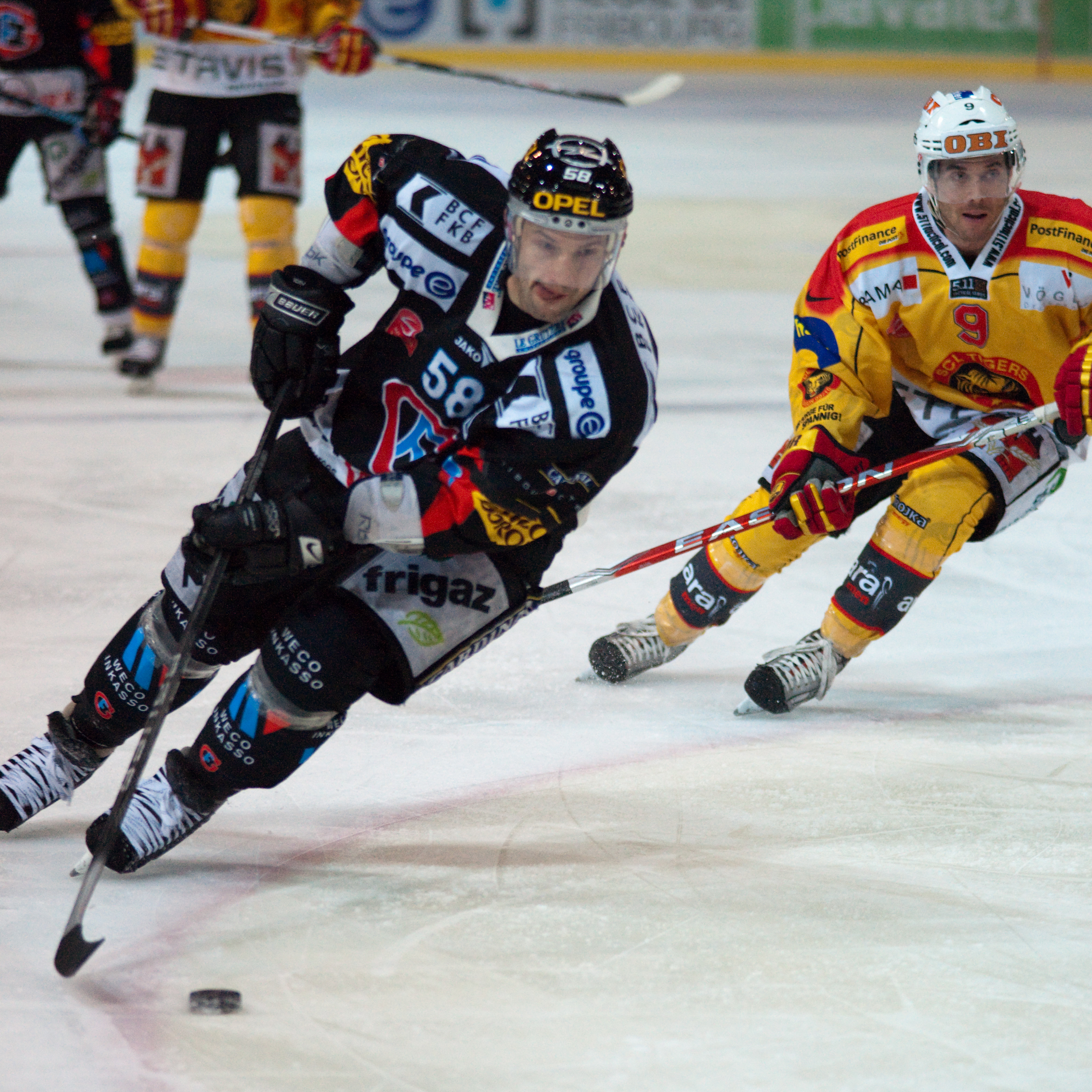
Helfenstein (rechts) im Laufduell mit Sandy Jeannin

Sven Helfenstein begann seine Karriere im Nachwuchs des EHC Winterthur, bevor er 1997 zu den Elite-A-Junioren des EHC Kloten wechselte. Ein Jahr später, während der Saison 1998/99, gab er sein Debüt in der Nationalliga A (NLA) für Kloten. Er spielte aber weiterhin für die Junioren und gewann mit diesen im Frühjahr 1999 die Schweizer Juniorenmeisterschaft.
Bereits in der folgenden Saison gehörte er fest zum NLA-Kader des EHC und konnte insgesamt 6 Tore und drei Assists in seinem Rookie-Jahr erzielen. Im Sommer 2000 wurde er beim NHL Entry Draft von den New York Rangers in der sechsten Runde an 175. Stelle ausgewählt.
Während der Spielzeit 2000/01 wechselte er zunächst von Kloten zum HC Thurgau in die NLB, später dann zum HC La Chaux-de-Fonds, mit dem er in den Play-outs den Abstieg in die NLB vermeiden konnte. Ab Sommer 2001 spielte Helfenstein dann für den SC Bern und absolvierte außerdem einige Spiele für den EHC Biel. Von 2003 bis 2007 spielte er für die ZSC Lions in der NLA bzw. dessen Farmteam, die GCK Lions, in der NLB. Im Januar 2007 wurde bekannt, dass Helfenstein einen Zweijahresvertrag bei den Rapperswil-Jona Lakers unterschrieben hatte. Er begann die Saison 2007/08 auch in Rapperswil, aber nachdem sich Loïc Burkhalter mit dem Management des HC Davos zerstritten hatte und vorzeitig nach Rapperswil gewechselt war, wurde im Gegenzug Sven Helfenstein an Davos abgeben. Im Februar 2008 wurde bekannt, dass Helfenstein seinen Vertrag über das Saisonende hinaus bis zum Ende der Saison 2009/10 verlängert hat.
Da er aber während der folgenden Spielzeit oft überzählig war und damit zu wenig Einsätzen kam, wechselte er im Januar 2009 zu den SCL Tigers. Im Januar 2011 wurde er vom Lausanne HC verpflichtet, wo er einen Vertrag unterschrieb, der ab der Saison 2011/12 gilt. Mit den Waadtländern gewann er 2013 die Meisterschaft der National League B und realisierte im Anschluss mit der Mannschaft den Aufstieg in die National League A.
Ende August 2013 wurde Helfenstein aufgrund von wiederkehrenden Rückenschmerzen vom Spielbetrieb abgemeldet.

### International
Sein erstes Spiel für die Schweiz absolvierte Sven Helfenstein an der U18-Weltmeisterschaft 1999, wo die Schweizer U18-Auswahl den vierten Rang belegte. Auch ein Jahr später, an der U18-Weltmeisterschaft 2000, wurde Helfenstein in die U18-Nationalmannschaft berufen und erzielte in sieben Spielen fünf Tore und sechs Assists. Damit rechtfertigte er seinen Einsatz bei der U20-Weltmeisterschaft im gleichen Jahr, wo er zwei Tore und vier Assists beisteuern konnte.
In den folgenden zwei Jahren spielte er weiter für die Schweizer U20-Nationalmannschaft, u. a. bei der U20-Weltmeisterschaft 2001 und der U20-Weltmeisterschaft 2002.

## Erfolge und Auszeichnungen
- 1999 Schweizer Juniorenmeisterschaft mit dem EHC Kloten
- 2000 Bester Vorlagengeber der U18-Junioren-Weltmeisterschaft (gemeinsam mit Pelle Andersson und Pawel Worobjow)
- 2013 Meister der National League B mit dem Lausanne HC